# 黑海刺水母
黑海刺水母（學名：Chrysaora achlyos），又名黑水母、幽冥金黃水母，是黃金水母屬的一個種，主要分佈於太平洋蒙特利灣到下加利福尼亞和墨西哥附近海域中 。

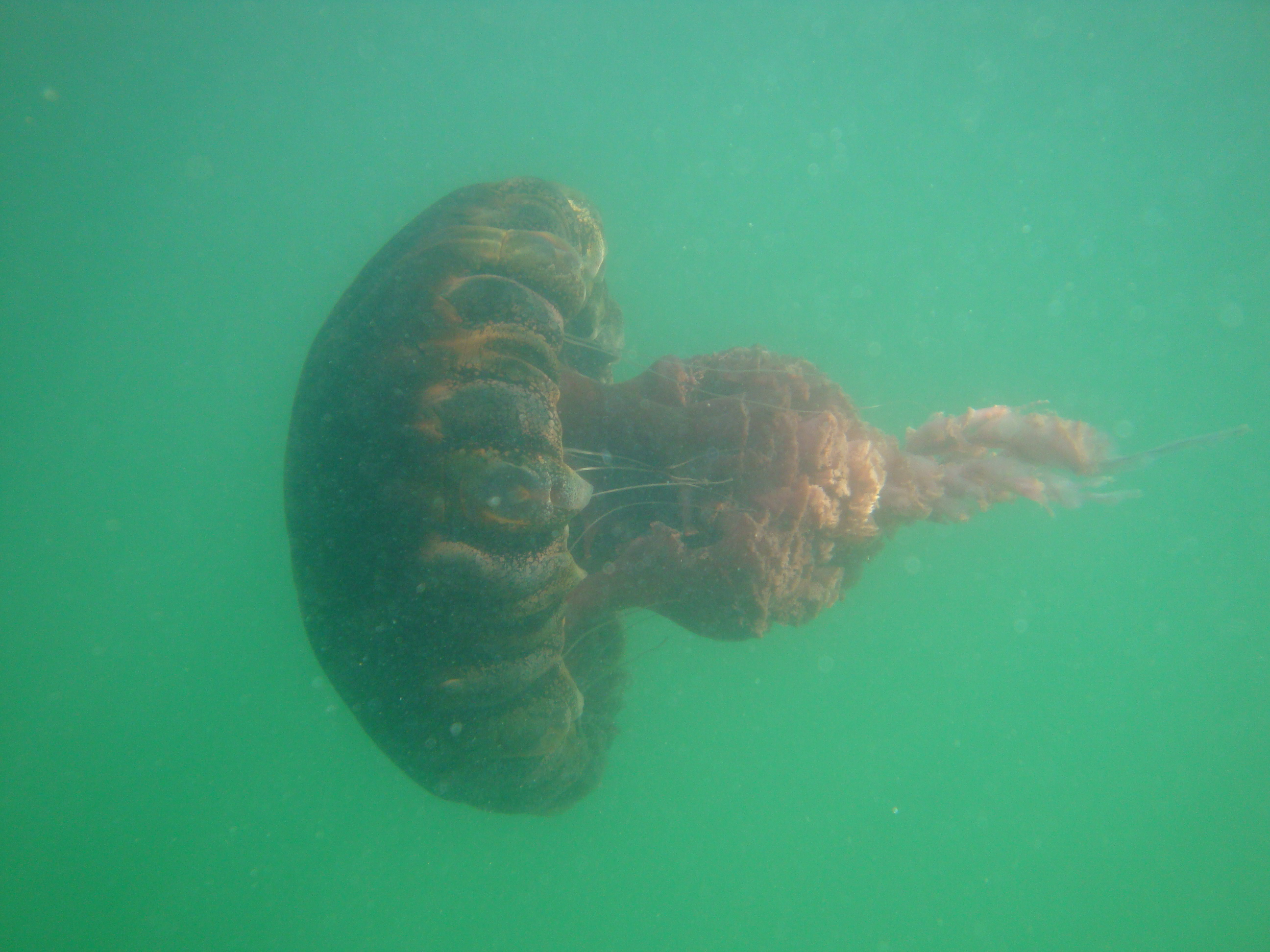
聖地亞哥灣的黑水母

黑水母是一種大型水母，體長可達六米，直徑可達一米，通常集群生活。這種水母行蹤詭秘，直到1997年才被科學家正式命名。
尽管目击事件很少见，但当它们被看见时，通常是大量生物的一部分，例如1989、1999和2010年在下加利福尼亚州和加利福尼亚南部沿海地表水域发现的生物，这些发现似乎与红潮事件相吻合。

## 外部連接
- Nosowitz, Dan. . Popular Science. 2013-07-10  [2016-08-05]. （原始内容存档于2016-07-26）.